# Аннаполіс (Іллінойс)
Аннаполіс (англ. Annapolis) — переписна місцевість (CDP) в США, в окрузі Кроуфорд штату Іллінойс. Населення — 106 осіб (2020).

## Географія
Аннаполіс розташований за координатами 39°8′43″ пн. ш. 87°48′56″ зх. д. / 39.14528° пн. ш. 87.81556° зх. д. (39.145412, -87.815669).  За даними Бюро перепису населення США в 2010 році переписна місцевість мала площу 0,08 км², уся площа — суходіл.

## Демографія
Згідно з переписом 2010 року, у переписній місцевості мешкало 55 осіб у 18 домогосподарствах у складі 14 родин. Густота населення становила 686 осіб/км².  Було 18 помешкань (225/км²).
Расовий склад населення:
| - 100,0 % — білих |

До двох чи більше рас належало 0,0 %. Частка іспаномовних становила 0,0 % від усіх жителів.
За віковим діапазоном населення розподілялося таким чином: 36,4 % — особи молодші 18 років, 60,0 % — особи у віці 18—64 років, 3,6 % — особи у віці 65 років та старші. Медіана віку мешканця становила 28,3 року. На 100 осіб жіночої статі у переписній місцевості припадало 120,0 чоловіків;  на 100 жінок у віці від 18 років та старших — 105,9 чоловіків також старших 18 років.
Цивільне працевлаштоване населення становило 14 особи. Основні галузі зайнятості: мистецтво, розваги та відпочинок — 71,4 %, науковці, спеціалісти, менеджери — 28,6 %.